# 5576 Albanese
5576 Albanese (1986 UM1) là một tiểu hành tinh vành đai chính được phát hiện ngày 16 tháng 10 năm 1986 bởi CERGA ở Caussols.